# Hyposoter simlaensis
Hyposoter simlaensis är en stekelart som först beskrevs av Cameron 1905.  Hyposoter simlaensis ingår i släktet Hyposoter och familjen brokparasitsteklar. Inga underarter finns listade i Catalogue of Life.